# 金俊馨
金俊馨（韓語：김준형，1988年3月4日—），韓國女演員，2011年春香小姐真出身。

## 演出作品

### 電視劇
- 2010年：SBS《唐突的女人》
- 2011年：MBC《不屈的兒媳婦》飾演 金順真
- 2012年：SBS《我的愛蝴蝶夫人》飾演 李國喜
- 2013年：SBS《熱愛》飾演 林世京

### 電影
- 2011年：《異階導函數》（短片）
- 2015年：《絕密搜查（朝鲜语：극비수사）》飾演 女警
- 2015年：《愛麗絲：從仙境來的少年》飾演 惠中的母親

## 外部連結
- NAVER （页面存档备份，存于）
- 金俊馨的X（前Twitter）
- 金俊馨的Instagram帳戶